# You're the Song I've Always Wanted to Sing
You're the Song I've Always Wanted to Sing è il secondo album del cantante, tastierista e compositore Timmy Thomas. L'album è stato pubblicato nel 1974 dalla Glades Records, dalla TK Records e dalla Polydor. È stato riprodotto in formato CD nel 2004 dalla EMI.
Nella pubblicazione di questo album si sono uniti altri musicisti quali: Betty Wright, George "Chocolate" Perry, Jerome Smith e Willie "Little Beaver" Hale.

## Tracce
1. You're the Song (I've Always Wanted to Sing) (Stanley McKenny, Timmy Thomas) 3:19
2. I've Got to See You Tonight (Willie "Little Beaver" Hale) 3:18
3. Sweet Brown Sugar (Betty Wright) 3:08
4. Deep in You 3:37
5. Spread Us Around (Steve Alaimo, Thomas) 2:56
6. One Brief Moment 3:48
7. What Can I Tell Her (Brad Shapiro, Clarence Reid, Willie Clarke) 5:49
8. Ebony Affair 3:50
9. Let Me Be Your Eyes (Harry Wayne Casey, Thomas) 3:51